# Basquetebol nos Jogos Olímpicos de Verão de 2020 - Qualificação 3x3 masculino
Este artigo detalha a fase de qualificação masculina do basquetebol 3x3 nos Jogos Olímpicos de Verão de 2020. (As Olimpíadas foram adiadas para 2021 devido à pandemia de COVID-19). Oito equipes foram qualificadas para disputar o torneio.

## Formato
Três equipes foram qualificadas com base no ranking mundial de 2019. O Japão, como país-sede, recebeu uma vaga.
Três equipes conquistaram a vaga através do Torneio de Qualificação Olímpica da FIBA de 2021 (TQO). Este foi um torneio de 20 equipes. Os CONs já qualificados pelo ranking não puderam participar do torneio. As 20 equipes do TQO consistiram no país-sede do torneio, as três equipes de melhor posição no Campeonato Mundial de 3x3 da FIBA de 2019 e 16 equipes baseadas no ranking mundial (com o Japão tendo uma vaga garantida se ainda não estivesse qualificado para as Olimpíadas). As dez primeiras vagas para o TQO foram abertas para qualquer equipe que não tivesse qualificado para o torneio olímpico masculino, porém as dez vagas restantes foram sujeitas a restrições. Primeiro, um CON que tivesse uma equipe qualificada para o torneio feminino foi excluído dessas vagas. Segundo, não mais que dez CONs de um determinado continente poderiam competir no TQO.
A última vaga foi determinada através do Torneio de Qualificação Olímpica de Universalidade da FIBA de 2021 (TQOU). Este foi um torneio de seis equipes. Os CONs já qualificados através do ranking mundial ou pelo TQO não puderam disputar o TQOU. Além disso, qualquer CON cuja equipe masculina ou feminina tenha disputados os torneios de basquetebol nos Jogos Olímpicos de Verão de 2012 ou basquetebol nos Jogos Olímpicos de Verão de 2016 estava inelegível. As seis equipes para o TQOU consistiram no país-sede do torneio e em cinco equipes pelo ranking mundial (com o Japão recebendo uma vaga se ainda não estivesse qualificado; o Japão estava elegível ao TQOU, apesar de sua equipe feminina ter disputado os Jogos Olímpicos de Verão de 2016).

## Linha do tempo
| Meio de qualificação                                                      | Data(s)                 | Local        | Vaga(s) | Qualificado(s)                    |
| ------------------------------------------------------------------------- | ----------------------- | ------------ | ------- | --------------------------------- |
| País-sede                                                                 | 7 de setembro de 2013   | Buenos Aires | 1       | Japão                             |
| Ranking mundial de 3x3                                                    | 1 de novembro de 2019   | Utsunomiya   | 3       | China · Rússia · Sérvia           |
| Torneio de Qualificação Olímpica de 3x3 da FIBA de 2021                   | 26 a 30 de maio de 2021 | Graz         | 3       | Polônia · Países Baixos · Letônia |
| Torneio de Qualificação Olímpica de Universalidade de 3x3 da FIBA de 2021 | 4 a 6 de junho de 2021  | Debrecen     | 1       | Bélgica                           |
| TOTAL                                                                     |                         |              | 8       |                                   |

## Ranking mundial
As três melhores equipes (o Japão utilizou a vaga de país-sede no torneio masculino) do ranking de basquetebol 3x3 de 1 de novembro de 2019 qualificaram para as Olimpíadas. Esses rankings também definiram os países que disputariam o TQO e o TQOU.

## Torneio de Qualificação Olímpica
As equipes já qualificadas para as Olimpíadas foram excluídas. O país-sede do TQO, as três melhores equipes da Copa do Mundo e 16 equipes pelo ranking competiram por três vagas de qualificação olímpica. Inicialmente estava programado para ocorrer de 18 a 22 de março de 2020, porém foi adiado devido à pandemia da COVID-19. O torneio estava inicialmente agendado para acontecer em Bangalore, Índia porém foi movido para Graz, Áustria, sendo realizado de 26 a 30 de maio de 2021. Os jogos aconteceram em uma arena temporária com capacidade para 2.0000 pessoas sentadas no Hauptplatz.
A Nova Zelândia desistiu do TQO em fevereiro de 2021.

### Equipes qualificadas
| Meio de qualificação                             | Data(s)               | Local      | Vaga(s) | Qualificado(s) |
| ------------------------------------------------ | --------------------- | ---------- | ------- | --- |
| País-sede do TQO                                 | —                     | —          | 1       | Áustria |
| Copa do Mundo de Basquetebol 3x3 da FIBA de 2019 | 23 de junho de 2019   | Amsterdam  | 3       | Estados Unidos · Letônia · Polônia |
| Ranking mundial de basquete 3x3 da FIBA          | 1 de novembro de 2019 | Utsunomiya | 16      | Mongólia · Eslovênia · Países Baixos · França · Lituânia · Brasil · Bélgica · Catar · Canadá · Croácia · Filipinas · Coreia do Sul · Turquia · Chéquia · República Dominicana · Cazaquistão · |
| Total                                            |                       |            | 20      | |

### Classificação final
| Pos.                           | Equipe               | J | V | D | PP  | PC  | SP  |
| ------------------------------ | -------------------- | - | - | - | --- | --- | --- |
| 1                              | Polônia              | 6 | 5 | 1 | 110 | 93  | +17 |
| 2                              | Países Baixos        | 6 | 4 | 2 | 113 | 98  | +15 |
| 3                              | Letônia              | 7 | 6 | 1 | 144 | 119 | +25 |
| 4                              | França               | 7 | 5 | 2 | 125 | 109 | +16 |
| Eliminada nas quartas-de-final |                      |   |   |   |     |     |     |
| 5                              | Lituânia             | 5 | 3 | 2 | 99  | 79  | +20 |
| 6                              | Estados Unidos       | 5 | 3 | 2 | 96  | 83  | +13 |
| 7                              | Brasil               | 5 | 3 | 2 | 91  | 64  | +27 |
| 8                              | Eslovênia            | 5 | 2 | 3 | 89  | 83  | +6  |
| Eliminada na fase preliminar   |                      |   |   |   |     |     |     |
| 9                              | Bélgica              | 4 | 3 | 1 | 77  | 60  | +17 |
| 10                             | Mongólia             | 4 | 2 | 2 | 69  | 70  | −1  |
| 11                             | Canadá               | 4 | 2 | 2 | 67  | 69  | −2  |
| 12                             | Áustria              | 4 | 2 | 2 | 66  | 71  | −5  |
| 13                             | República Dominicana | 4 | 2 | 2 | 62  | 66  | −4  |
| 14                             | Catar                | 4 | 2 | 2 | 59  | 63  | −4  |
| 15                             | Chéquia              | 4 | 1 | 3 | 67  | 74  | −7  |
| 16                             | Coreia do Sul        | 4 | 1 | 3 | 50  | 78  | −28 |
| 17                             | Turquia              | 4 | 1 | 3 | 49  | 80  | −31 |
| 18                             | Croácia              | 4 | 0 | 4 | 65  | 79  | −14 |
| 19                             | Cazaquistão          | 4 | 0 | 4 | 54  | 83  | −29 |
| 20                             | Filipinas            | 4 | 0 | 4 | 48  | 79  | −31 |

|  | Qualificada para os Jogos Olímpicos de Verão de 2020 |

## Torneio de Qualificação Olímpica de Universalidade
As equipes já qualificadas para as Olimpíadas foram excluídas. CONs que tiveram equipes nas competições masculinas ou femininas nas Olimpíadas de 2012 ou 2016 também foram excluídas, com exceção do Japão. O país-sede do TQOU e cinco equipes pelo ranking (incluindo o Japão, se ainda não qualificado) competiram por uma vaga olímpica.

### Equipes qualificadas
| Meio de qualificação                    | Data(s)               | Local | Vaga(s) | Qualificado(s)                                     |
| --------------------------------------- | --------------------- | ----- | ------- | -------------------------------------------------- |
| País-sede do TQOU                       | —                     | —     | 1       | Hungria                                            |
| Ranking mundial de basquete 3x3 da FIBA | 1 de novembro de 2019 | —     | 5       | Mongólia · Eslovênia · Bélgica · Ucrânia · Romênia |
| Total                                   |                       |       | 6       |                                                    |

### Fase preliminar

#### Grupo A
| Seleção   | J | V | D | PP | PC | SP  |
| --------- | - | - | - | -- | -- | --- |
| Bélgica   | 2 | 2 | 0 | 39 | 32 | +7  |
| Eslovênia | 2 | 1 | 1 | 39 | 34 | +5  |
| Ucrânia   | 2 | 0 | 2 | 28 | 40 | –12 |

Regras: 1) Vitórias; 2) Confronto direto; 3) Pontos marcados; 4) Cabeça-de-chave.

#### Grupo B
| Seleção  | J | V | D | PP | PC | SP  |
| -------- | - | - | - | -- | -- | --- |
| Hungria  | 2 | 2 | 0 | 42 | 24 | +18 |
| Mongólia | 2 | 1 | 1 | 30 | 30 | 0   |
| Romênia  | 2 | 0 | 2 | 25 | 43 | –18 |

Regras: 1) Vitórias; 2) Confronto direto; 3) Pontos marcados; 4) Cabeça-de-chave.

### Fase eliminatória
|  | Quartas-de-final | Quartas-de-final |            |    | Semifinal | Semifinal |  |  | Final | Final |
|  |                  |                  |            |    |           |           |  |  |       |       |
|  |                  |                  |            |    |           |           |  |  |       |       |
|  |                  |                  |            |    |           |           |  |  |       |       |
|  |                  |                  |            |    |           |           |  |  |       |       |
|  | 6 de junho       |                  |            |    |           |           |  |  |       |       |
|  |                  |                  |            |    |           |           |  |  |       |       |
|  | Bélgica          | 16               |            |    |           |           |  |  |       |       |
|  | Bélgica          | 16               | 6 de junho |    |           |           |  |  |       |       |
|  |                  |                  | Mongólia   | 15 |           |           |  |  |       |       |
|  | Mongólia         | 19               | Mongólia   | 15 |           |           |  |  |       |       |
|  | Mongólia         | 19               | 6 de junho |    |           |           |  |  |       |       |
|  | Ucrânia          | 17               |            |    |           |           |  |  |       |       |
|  | Ucrânia          | 17               | Bélgica    | 21 |           |           |  |  |       |       |
|  |                  |                  | Bélgica    | 21 |           |           |  |  |       |       |
|  |                  | Hungria          | 14         |    |           |           |  |  |       |       |
|  |                  | Hungria          | 14         |    |           |           |  |  |       |       |
|  | 6 de junho       |                  |            |    |           |           |  |  |       |       |
|  |                  |                  |            |    |           |           |  |  |       |       |
|  | Hungria          | 19               |            |    |           |           |  |  |       |       |
|  | Hungria          | 19               | 6 de junho |    |           |           |  |  |       |       |
|  |                  |                  | Eslovênia  | 16 |           |           |  |  |       |       |
|  | Eslovênia        | 21               | Eslovênia  | 16 |           |           |  |  |       |       |
|  | Eslovênia        | 21               |            |    |           |           |  |  |       |       |
|  | Romênia          | 12               |            |    |           |           |  |  |       |       |
|  | Romênia          | 12               |            |    |           |           |  |  |       |       |